# Kajfež
Kajfež je priprema za gašenje svijeće. Obično se rabi u crkvama, a posebno kod svijeća, koje su vrlo visoke i koje se ne mogu ispuhati.
Kajfež obično se sastoji od ručke (bara) i naslovnici s kojom se svijeća zagasi.
Ponekad na kajfežu postoji dodatak na kojeg se može staviti uređaj za paljenje svijeća.